# Waldemar Nöldechen
Waldemar Gustav Andreas Nöldechen (* 10. Februar 1894 in Hamburg; † 18. Februar 1980 in Kitzingen, Unterfranken) war ein deutscher Bauingenieur, Stadt-, Landes- und Raumplaner sowie Aktivist der Bündischen Jugend.

## Leben
Nöldechen war ein Sohn des Kaufmanns Oscar Philipp Nöldechen (1860–1923) und dessen Ehefrau Christine, geb. Schinckel (1874–1950). Bis 1909 ging er in Hamburg und Lüneburg zur Schule, danach besuchte er die Hermann-Lietz-Schule Haubinda und bis 1914 die Hermann-Lietz-Schule auf Schloss Bieberstein, beides Landerziehungsheime der Reformpädagogik von Hermann Lietz. Als der Erste Weltkrieg ausbrach, meldete er sich freiwillig als Soldat. 1916 wurde er bei Verdun schwer verwundet. Bis 1919 verblieb er in belgischer Kriegsgefangenschaft in Frankreich. Sein Vater hatte Kriegsanleihen gezeichnet und dadurch sein Vermögen verloren.
Ab 1919 studierte er an der Fakultät für Bauwesen der Technischen Hochschule Hannover die Fächer Eisenbahnwesen und Städtebau. 1920 trat er in den Jungdeutschen Bund ein, 1921 in den Kronacher Bund. Dessen Rundbriefe gab er bis 1923 heraus. Zwischen 1921 und 1924 war er für die Beilagen „Arbeit“ und „Zu Staatskunst und Volkswohlfahrt“ der bündischen Zeitschrift Der Zwiespruch verantwortlich. Mit dieser Zeitschrift erreichte der Kronacher Bund besonders die politisch rechts stehenden Teile der Jugendbewegung. In den Bünden hatte er Führungspositionen inne. Zum Führungszirkel gehörte auch der spätere Schriftleiter der Reichsarbeitsgemeinschaft für Raumforschung, Frank Glatzel, mit dem er in engem Austausch stand.
Nöldechen verfasste Schriften über das Wesen und die Geschichte der Jugendbewegung. Den Liberalismus bezeichnete er darin als „Verrat am inneren Sinn der Jugendbewegung“. Deren Inhalt sei der Dienst an der „Gemeinschaft“, was die Rechte des Individuums und den Individualismus begrenze. Konkrete Ausprägungen des Liberalismus in der Politik – Demokratie und Parlamentarismus – und in der Wirtschaft – Industrie und Kapitalismus – führte er auf die Französische Revolution zurück. Als Ergebnis dieser Entwicklung verstand er die Weimarer Republik, die er als „abgewirtschaftet“ betrachtete. Innerhalb der Vereinigung „Jugendburg Ludwigstein“ agierte er ab 1933 als überzeugter Nationalsozialist. 
Das Studium schloss er 1925 als Diplom-Ingenieur ab. Am 11. Mai 1929 heiratete er in Berlin-Charlottenburg die Kalligraphin Katharina Paula Martha „Käthe“ Nasse (1892–1983), die er in der Jugendbewegung kennengelernt hatte. Das Paar bekam zwei Söhne, Peter (1930–2019) und Arno (1932–2010). 
Ab 1925 begann Nöldechen in Chemnitz als Stadt- und Landesplaner zu arbeiten, um 1929 war er als Planer in Hindenburg (Oberschlesien) und dann als Leiter der Städtebauabteilung am Hochbauamt in Saarbrücken tätig. In diesen Tätigkeiten gehörte er ab 1931 zu den ersten, die Gustav Langens Begriff und Konzept der Raumordnung zur Anwendung brachten. Von 1934 bis 1939 leitete er die Landesplanung Saarpfalz in Speyer. In Speyer trat er am 12. April 1933 der NSDAP bei. Mitglied der Deutschen Front/Saargebiet wurde er am 3. April 1934.
Beim Ausbruch des Zweiten Weltkriegs war Nöldechen ab dem 1. Januar 1939 als Projektingenieur beim Straßenbauamt in Fulda angestellt. 1940 wurde er Führer eines Straßenbautrupps in Frankreich und Polen. Ab 1942 war er Referent beim Amt für Raumplanung in Warschau, ab 1944 in gleicher Position in Lemberg. In diesen Funktionen stand die Umsetzung des Generalplans Ost auf regionaler Ebene an.
Nach Kriegsende kehrte Nöldechen nach Fulda zurück. Als Ergebnis eines Entnazifizierungsverfahrens verlor er seine Anstellung. Daraufhin machte er sich 1947 mit einem „Büro für Landes- und Städteplanung“ selbständig, das bis 1951 existierte. Danach war er arbeitslos. 1950 war seine Ehe geschieden worden. Ab 1954 lebte er als Rentner in Bergen-Enkheim, später in Kleinwallstadt, zuletzt in Kitzingen, wo er im Alter von 86 Jahren starb.
Nach dem Zweiten Weltkrieg wirkte er am Wiederaufbau der völkischen bündischen Jugend in Deutschland mit. So beteiligte sich etwa an der Organisation der Meißner-Jubiläen 1953 und 1963. Seine Schriften und Briefe zeigen antidemokratische und antiamerikanische Überzeugungen, seine politischen Ideen sind vom Führerprinzip und einer „Reichs-Idee“ geprägt. Gegenüber dem Historiker Urich Noack meinte er in einem Brief rückblickend, „innerlich haben alle, die aus unseren Reihen in die NSDAP eintraten, sich ihre reinen Hände bewahrt, da sie es aus Idealismus taten“.

## Schriften (Auswahl)
- Das Wachstumsgesetz einer Mittelstadt. In: Städtebau, Jahrgang 1929, S. 231–235.
- Die Lebensfrage. In: Wasmuths Monatshefte für Baukunst und Städtebau, Jahrgang 1933, Heft 9, S. 430.
- Die deutsche Jugendbewegung. Versuch einer Wesensdeutung (= Schriften des Sternbergkreises, Heft 5). Sternbergkreis, Osnabrück 1953.
- Die raumordnende Landesplanung als Problem der Innenpolitik, ihre wirtschaftliche Bedeutung und ihr Ausbau. Fuldaer Verlagsanstalt, Fulda 1953.